# 艾迪·米勒
愛德華·羅伯特·米勒（英語：Edward Robert Miller，1916年11月26日—1997年7月31日），為美國職棒大聯盟的游擊手。14年職業生涯曾效力於紅人、勇士、費城人與紅雀等隊。米勒在1940年代是一名全明星球員，生涯一共入選7次明星賽。
1936年，年僅19歲的米勒登上大聯盟。他在紅人的兩個賽季一共出賽41場比賽，隨後他在1938年被交易至洋基隊換來Willard Hershberger。不過他並未穿上條紋衣在大聯盟出賽，隔年就被交易至蜜蜂隊(今勇士隊)。
加入勇士隊後，米勒開始慢慢展現實力。在勇士隊的這四年間，米勒逐漸成為整個國家聯盟最好的游擊手。1940年，他在傷癒復出後繳出個人單季新高的2成76打擊率。他也在這年首度入選明星賽。1941年和1942年，米勒都穩定入選明星賽。1942年球季結束後，勇士將米勒交易回紅人，換來Eddie Joost和Nate Andrews。
之後待在紅人的五年間，除了1945年的明星賽因為二戰取消外，其他四年的明星賽米勒都有入選。他在紅人的最後一年內，他成為聯盟的二壘安打王，而且全壘打數和打點都名列聯盟前10名。1948年，他被交易至費城人，換來Johnny Wyrostek。
1949年，他和二壘手Granny Hamner交換守備位置，因此米勒成為二壘手。不過這年他的打擊表現出現下滑，該年打擊率僅2成07。1950年，米勒被交易至紅雀隊。他在紅雀隊繳出打擊率2成27，擊出3轟與22分打點的成績後宣布退休。
1997年，高齡80歲的米勒因病去世於佛羅里達州。

## 外部連結
- 球員資訊和成績在MLB，ESPN，Baseball-Reference，Fangraphs（英文）